# Березняки (Борский район)
Березняки — посёлок в Борском районе Самарской области. Входит в состав сельского поселения Подгорное.

## История
В 1973 году Указом Президиума ВС РСФСР поселок совхоза «Транспортник» переименован в Березняки.

## Население
| 2010 |
| ---- |
| 91   |